# Georg von Krusenstjern
Georg Friedrich Benedikt von Krusenstjern (* 24. Junijul. / 6. Juli 1899greg. in Sankt Petersburg; † 15. Oktober 1989 in München) war ein deutsch-baltischer Historiker und Genealoge.

## Leben

### 1899–1939
Er war der Sohn von Otto von Krusenstjern (1870–1923), eines Kreisdeputierten und Direktors der Petersburger Kupferwalz- und Röhrenwerke, und Marie, geb. von Ramm. Die Kindheit verbrachte er in St. Petersburg. Seit 1918 kämpfte von Krusenstjern im Baltenregiment im estnischen Unabhängigkeitskrieg gegen die Rote Armee. 1920 wurde er Unteroffizier und schied Ende des Jahres nach der Auflösung des Regiments aus.
Danach arbeitete von Krusenstjern in einer Papierfabrik im lettischen Līgatne, später in Reval in Estland. 1926 bis 1927 war er zu einer Ausbildung (Papierherstellung?) in Deutschland. 1927 heiratete Georg von Krusenstjern in Reval und lebte danach auf seinem Gut in Jerlep.
1939 war er an der Organisation der Umsiedlung der Deutschbalten aus Estland beteiligt.

### 1941–1944
Im September 1941 wurde von Krusenstjern auf eigenen Wunsch Mitarbeiter im Einsatzstab Reichsleiter Rosenberg nach dem deutschen Überfall auf die Sowjetunion. Er war zunächst für die Sichtung von Kulturschätzen in Nowgorod und der Umgebung von Leningrad mitzuständig, worüber er ausführliche persönliche Aufzeichnungen anfertigte. 1941 wurde er Mitglied der NSDAP. 1942 übernahm von Krusenstjern die Leitung der Arbeitsgruppe Estland. Dort war er auch mit der intensiven Suche nach Zeugnissen deutschbaltischer Kultur, wie Fotos und Kirchenbücher, beschäftigt. 1943 wurde von Krusenstjern Leiter der Vorkommandos Pskow des Einsatzstabes Rosenberg und 1944 Leiter von dessen Übersetzungsbüro in Ratibor.

### 1945–1989
Nach dem Krieg lebte Georg von Krusenstjern in München, wo er seine deutschbaltischen Forschungen weiterführte und eine Auskunftsstelle für Deutschbalten betrieb.
1979 nahm ihn die Baltische Corporation Fraternitas Dorpatensis zu München als Wahlphilister in ihre Verbindung auf.

### Familie
Georg von Krusenstjern war mit Gertrud von Minding (* 1908), Tochter des Ingenieurs Ernst von Minding und der Margareta geborene Reimer von 1927 bis 1932 verheiratet. Aus der Ehe ging der Sohn Alexis von Krusenstjern (1930–1978) hervor.
1932 heiratete Georg von Krusenstjern Lore Willig (1909–1964) sowie 1965 Lore von Dehn, geborene Koch (1913–1974), die vorher mit Alexander von Dehn (1901–1938) und mit Kurt von Dehn (1901–1978) verheiratet gewesen war.

## Wirken
Georg von Krusenstjern betrieb jahrzehntelange Forschungen zu den Deutschbalten und ihrer Kultur in den ehemaligen Ostseegouvernements. Er trug dabei das „Baltische Heimatbildarchiv Georg von Krusenstjern“ zusammen. Dieses enthält über 15.000 historische Ansichten von Städten und Aufnahmen vieler heute zerstörter Herrenhäuser und Landgüter, vor allem deutsch-baltischer Adelshäuser. Zudem enthält es mehr als 10.000 Porträts deutsch-baltischer Persönlichkeiten. Diese sind neben fotografischen Reproduktionen von Fotos aus Familienbesitz vorwiegend historische Carte-de-Visite-Fotografien aus Besuchskarten der Jahre 1860 bis 1918.
Das „Baltische Heimatbildarchiv Georg von Krusenstjern“ befindet sich heute im Deutschen Dokumentationszentrum für Kunstgeschichte – Bildarchiv Foto Marburg.
Georg von Krusenstjern war mit Erik Amburger Mitarbeiter des von Wilhelm Lenz herausgegebenen Deutschbaltischen Biographischen Lexikons.

## Schriften (Auswahl)
- Kurland und seine Ritterschaft, 1971.
- Die Landmarschälle und Landräte der Livländischen und der Öselschen Ritterschaft in Bildnissen, 1963.
- Heldengedenkbuch des Baltenregiments, 1938.
- M. G.-Mann im Baltenregiment, 1938.